# أولاف كرون
أولاف كرون (بالبوكمول: Olaf Krohn) هو رسام وفنان ورسام توضيحي نرويجي، ولد في 4 يونيو 1863 في كريستيانية في النرويج، وتوفي في 18 يونيو 1933.